# Kim Meylemans
Kim Meylemans, née le 7 mars 1996 à Amberg en Allemagne, est une skeletoneuse germano-belge.

## Vie privée
Kim Meylemans est née en Allemagne de parents belges. Ayant révélé son homosexualité, elle est en couple avec une autre skeletoneuse, Nicole Silveira.

## Palmarès

### Championnats du monde
- : médaillée d'argent aux championnats du monde de 2024.

### Coupe du monde
- Meilleur classement général : 5e en 2013.
- 8 podiums : 1 victoire, 3 deuxièmes places et 4 troisièmes places.

#### Détails des victoires en Coupe du monde
| Édition   | Piste     | Total |
| 2024-2025 | Altenberg | 1     |

### Championnats d'Europe de skeleton
- : médaillé d'or en 2024.